# Хорбало
Хорбало (груз. ხორბალო) — село в Грузии. Находится в Ахметском муниципалитете края Кахетия. Расположено на левом берегу реки Алазани в 3,5 км к северу от города Ахмета.
Высота над уровнем моря составляет 550 метров. Население — 45 человек (2014).
В советское время село Хорбало входило в Земо-Алванский сельсовет Ахметского района.

## Фамилии Хорбалойцев
- Алиашвили
- Чидрашвили
- Чопикашвили
- Мисриашвили
- Чинчараули